# Stenopelmatus navajo
Stenopelmatus navajo là một loài dế Jerusalem thuộc họ Stenopelmatidae. Đây là loài đặc hữu của Hoa Kỳ.